# Tour des Flandres féminin 2024
La 21e édition du Tour des Flandres féminin a lieu le 31 mars 2024. Elle fait partie de l'UCI World Tour féminin. Elle est remportée par l'Italienne Elisa Longo Borghini.

## Présentation

### Équipes
| UCI Women's WorldTeams (15)- AG Insurance-Soudal Team - Canyon-SRAM Racing - Ceratizit-WNT Pro Cycling - FDJ-Suez - Fenix-Deceuninck - Human Powered Health - Lidl-Trek - Liv AlUla Jayco - Movistar Team - Roland - Team DSM-Firmenich PostNL - SD Worx-Protime - Team Visma \| Lease a Bike - UAE Team ADQ - Uno-X Mobility Équipes féminines continentales (9)- Arkea-B&B Hotels women - Chevalmeire - Cofidis - EF Education-Cannondale - Lifeplus Wahoo - Lotto Dstny Ladies - Proximus-Cyclis CT - Team Coop-Repsol - VolkerWessels |
| |

### Parcours
Douze côtes sont répertoriées :
| Mont | Nom               | Km    | Revêtement | Longueur (m) | Pente moyenne | Pente maxi | Km de l'arrivée |
| ---- | ----------------- | ----- | ---------- | ------------ | ------------- | ---------- | --------------- |
| 1    | Wolvenberg        | 72,1  | asphalte   | 645          | 7,9 %         | 17,3 %     | 90,9            |
| 2    | Molenberg         | 84,6  | pavés      | 463          | 7 %           | 14,2 %     | 78,4            |
| 3    | Marlboroughstraat | 88,6  | asphalte   | 463          | 3 %           | 7 %        | 74,4            |
| 4    | Berendries        | 92,6  | asphalte   | 940          | 7 %           | 12,3 %     | 70,4            |
| 5    | Valkenberg        | 97,9  | asphalte   | 540          | 8,1 %         | 12,8 %     | 65,1            |
| 6    | Kappelle Berg     | 109,7 | asphalte   | 1 100        | 5,9 %         | 10 %       | 53,8            |
| 7    | Koppenberg        | 118,4 | pavés      | 600          | 11,6 %        | 22 %       | 44,6            |
| 8    | Steenbeekdries    | 123,7 | pavés      | 1 100        | 3,1 %         | 7,6 %      | 39,3            |
| 9    | Taaienberg        | 126,2 | pavés      | 530          | 6,6 %         | 15,8 %     | 36,8            |
| 10   | Kruisberg         | 136,5 | asphalte   | 2 500        | 5 %           | 9 %        | 26,5            |
| 11   | Vieux Quaremont   | 146,3 | pavés      | 2 200        | 4 %           | 11,6 %     | 16,7            |
| 12   | Paterberg         | 149,7 | pavés      | 360          | 12,9 %        | 20,3 %     | 13,3            |

En plus des traditionnels monts, il y a sept secteurs pavés :
| Secteur | Nom              | Km    | Longueur (m) | Km de l'arrivée |
| ------- | ---------------- | ----- | ------------ | --------------- |
| 1       | Lange Munte      | 9,2   | 2470         | 153,8           |
| 2       | Lippenhovestraat | 48,7  | 1 300        | 114,3           |
| 3       | Paddestraat      | 50,1  | 1 500        | 112,9           |
| 4       | Kerkgate         | 75,8  | 1 400        | 87,2            |
| 5       | Jagerij          | 78,4  | 800          | 84,6            |
| 6       | Mariaborrestraat | 122,4 | 400          | 40,6            |
| 7       | Stationberg      | 123,8 | 700          | 39,2            |

### Favorites
La vainqueur sortante Lotte Kopecky fait figure de favorite. Sa coéquipière Demi Vollering vient de débuter sa saison, mais peut également s'imposer. Marianne Vos vient de remporter À travers les Flandres avec la manière et est donc également favorites. Les autres favorites sont : Elisa Longo Borghini, Katarzyna Niewiadoma, Pfeiffer Georgi, Puck Pieterse et Silvia Persico.

## Récit de la course
Une chute à lieu sur la Lange Munte, Marlen Reusser et Lizzie Deignan doivent abandonner. Une échappée se forme ensuite avec : Justine Ghekiere, Gladys Verhulst-Wild, Elena Pirrone, Josie Talbot et Mieke Docx. Leur avance atteint trois minutes vingt. Josie Nelson et Camilla Rånes Bye partent en poursuite mais n'opèrent pas la jonction. Dans un virage, Elisa Longo Borghini sort de la route, mais repart. Un regroupement a lieu peu avant le Koppenberg. Dans ses pentes, les pavés très glissants obligent certaines coureuses à poser pied à terre. Kopecky et Vollering, mal placées, sont piégées. Un groupe de six favorites se forme à l'avant avec Puck Pieterse, Marianne Vos, Silvia Persico, Lorena Wiebes, Elisa Longo Borghini et Letizia Paternoster. Katarzyna Niewiadoma et Karlijn Swinkels reviennent rapidement. Dans le vieux Quaremont, Elisa Longo Borghini accélère, mais ne parvient pas à sortir. Shirin Van Anrooij et Demi Vollering se détachent du groupe de poursuite. Longo Borghini et Niewiadoma accélèrent dans Hotond pour éviter le retour de Vollering. Van Anrooij attaque dès que le duo rejoint la tête. Elle passe le Paterberg en tête. Derrière Longo Borghini et Niewiadoma distancent le reste du groupe et opère la jonction avec Van Anrooij. Le trio se dispute la victoire. Van Anrooij lance le sprint et Longo Borghini remonte Niewiadoma pour s'imposer. Derrière, Marianne Vos devance Lotte Kopecky, revenue entre temps sur la tête.

## Classements

### Classement final
| \| Classement général \| Classement général \| Classement général \| Classement général \| Classement général \| \| Coureuse \| Coureuse \| Pays \| Équipe \| Temps \| \| ------------------ \| -------------------- \| ------------------ \| -------------------------- \| ------------------ \| \| 1re \| Elisa Longo Borghini \| Italie \| Lidl-Trek \| 4 h 16 min 04 s \| \| 2e \| Katarzyna Niewiadoma \| Pologne \| Canyon-SRAM Racing \| + 0 s \| \| 3e \| Shirin van Anrooij \| Pays-Bas \| Lidl-Trek \| + 0 s \| \| 4e \| Marianne Vos \| Pays-Bas \| Team Visma \\| Lease a Bike \| + 9 s \| \| 5e \| Lotte Kopecky \| Belgique \| SD Worx-Protime \| + 9 s \| \| 6e \| Puck Pieterse \| Pays-Bas \| Fenix-Deceuninck \| + 9 s \| \| 7e \| Silvia Persico \| Italie \| UAE Team ADQ \| + 9 s \| \| 8e \| Demi Vollering \| Pays-Bas \| SD Worx-Protime \| + 15 s \| \| 9e \| Letizia Paternoster \| Italie \| Liv AlUla Jayco \| + 1 min 40 s \| \| 10e \| Karlijn Swinkels \| Pays-Bas \| UAE Team ADQ \| + 1 min 40 s \| |                      |          |                            |                 |
| |                      |          |                            |                 |
| Source : ProCyclingStats |                      |          |                            |                 |
| Classement général |                      |          |                            |                 |
| Coureuse | Coureuse             | Pays     | Équipe                     | Temps           |
| 1re | Elisa Longo Borghini | Italie   | Lidl-Trek                  | 4 h 16 min 04 s |
| 2e | Katarzyna Niewiadoma | Pologne  | Canyon-SRAM Racing         | + 0 s           |
| 3e | Shirin van Anrooij   | Pays-Bas | Lidl-Trek                  | + 0 s           |
| 4e | Marianne Vos         | Pays-Bas | Team Visma \| Lease a Bike | + 9 s           |
| 5e | Lotte Kopecky        | Belgique | SD Worx-Protime            | + 9 s           |
| 6e | Puck Pieterse        | Pays-Bas | Fenix-Deceuninck           | + 9 s           |
| 7e | Silvia Persico       | Italie   | UAE Team ADQ               | + 9 s           |
| 8e | Demi Vollering       | Pays-Bas | SD Worx-Protime            | + 15 s          |
| 9e | Letizia Paternoster  | Italie   | Liv AlUla Jayco            | + 1 min 40 s    |
| 10e | Karlijn Swinkels     | Pays-Bas | UAE Team ADQ               | + 1 min 40 s    |

### UCI World Tour

#### Points attribués
| Position           | 1er | 2e  | 3e  | 4e  | 5e  | 6e  | 7e  | 8e  | 9e | 10e | 11e | 12e | 13e | 14e | 15e | 16e à 20e | 21e à 30e | 31e à 40e |
| Classement général | 400 | 320 | 260 | 220 | 180 | 140 | 120 | 100 | 80 | 68  | 56  | 48  | 40  | 32  | 28  | 24        | 16        | 8         |

| Classement par points | Classement par points | Classement par points | Classement par points | Classement par points |
| Coureuse              | Coureuse              | Pays                  | Équipe                | Points                |
| --------------------- | --------------------- | --------------------- | --------------------- | --------------------- |

| Classement par points | Classement par points | Classement par points | Classement par points | Classement par points |
| Coureuse              | Coureuse              | Pays                  | Équipe                | Points                |
| --------------------- | --------------------- | --------------------- | --------------------- | --------------------- |

| Classement du meilleur jeune | Classement du meilleur jeune | Classement du meilleur jeune | Classement du meilleur jeune | Classement du meilleur jeune |
| Coureuse                     | Coureuse                     | Pays                         | Équipe                       | Points                       |
| ---------------------------- | ---------------------------- | ---------------------------- | ---------------------------- | ---------------------------- |

| Classement du meilleur jeune | Classement du meilleur jeune | Classement du meilleur jeune | Classement du meilleur jeune | Classement du meilleur jeune |
| Coureuse                     | Coureuse                     | Pays                         | Équipe                       | Points                       |
| ---------------------------- | ---------------------------- | ---------------------------- | ---------------------------- | ---------------------------- |

| Classement par équipes aux points | Classement par équipes aux points | Classement par équipes aux points | Classement par équipes aux points |
| Équipe                            | Équipe                            | Pays                              | Points                            |
| --------------------------------- | --------------------------------- | --------------------------------- | --------------------------------- |

| Classement par équipes aux points | Classement par équipes aux points | Classement par équipes aux points | Classement par équipes aux points |
| Équipe                            | Équipe                            | Pays                              | Points                            |
| --------------------------------- | --------------------------------- | --------------------------------- | --------------------------------- |

## Liste des participantes
| Légende | Légende                                                                    | Légende | Légende                                                    |
| ------- | -------------------------------------------------------------------------- | ------- | ---------------------------------------------------------- |
| Num     | Dossard de départ porté par le coureur sur ce Tour des Flandres            | Pos     | Position à l'arrivée de la course                          |
|         | Indique un maillot de champion national ou mondial, suivi de sa spécialité | NP      | Indique un coureur qui n'a pas pris le départ de la course |
| AB      | Indique un coureur qui n'a pas terminé la course                           | HD      | Indique un coureur qui a terminé la course hors des délais |

| SD Worx-Protime SDW | SD Worx-Protime SDW             | SD Worx-Protime SDW |
| ------------------- | ------------------------------- | ------------------- |
| Num                 | Coureuse                        | Pos                 |
| 1                   | Lotte Kopecky (BEL) (route)     | 5e                  |
| 2                   | Mischa Bredewold (NED) (route)  | 24e                 |
| 3                   | Marlen Reusser (SUI) (route)    | AB                  |
| 4                   | Christine Majerus (LUX) (route) | 40e                 |
| 5                   | Demi Vollering (NED) (route)    | 8e                  |
| 6                   | Lorena Wiebes (NED)             | 11e                 |

| AG Insurance-Soudal Team AGS | AG Insurance-Soudal Team AGS       | AG Insurance-Soudal Team AGS |
| ---------------------------- | ---------------------------------- | ---------------------------- |
| Num                          | Coureuse                           | Pos                          |
| 11                           | Justine Ghekiere (BEL)             | AB                           |
| 12                           | Anya Louw (AUS)                    | AB                           |
| 13                           | Julie Van de Velde (BEL)           | 74e                          |
| 14                           | Kimberley Le Court de Billot (MRI) | 23e                          |
| 15                           | Ilse Pluimers (NED)                | 71e                          |
| 16                           | Maud Rijnbeek (NED)                | AB                           |

| Canyon-SRAM Racing CSR | Canyon-SRAM Racing CSR     | Canyon-SRAM Racing CSR |
| ---------------------- | -------------------------- | ---------------------- |
| Num                    | Coureuse                   | Pos                    |
| 21                     | Katarzyna Niewiadoma (POL) | 2e                     |
| 22                     | Tiffany Cromwell (AUS)     | AB                     |
| 23                     | Elise Chabbey (SUI)        | 87e                    |
| 24                     | Chloé Dygert (USA) (route) | 43e                    |
| 25                     | Soraya Paladin (ITA)       | 18e                    |
| 26                     | Alice Towers (GBR)         | 79e                    |

| Ceratizit-WNT Pro Cycling WNT | Ceratizit-WNT Pro Cycling WNT | Ceratizit-WNT Pro Cycling WNT |
| ----------------------------- | ----------------------------- | ----------------------------- |
| Num                           | Coureuse                      | Pos                           |
| 31                            | Alice Maria Arzuffi (ITA)     | 56e                           |
| 32                            | Nina Berton (LUX)             | 19e                           |
| 33                            | Arianna Fidanza (ITA)         | 68e                           |
| 34                            | Marta Jaskulska (POL)         | 84e                           |
| 35                            | Cédrine Kerbaol (FRA)         | 34e                           |
| 36                            | Marta Lach (POL)              | 54e                           |

| FDJ-Suez FST | FDJ-Suez FST            | FDJ-Suez FST |
| ------------ | ----------------------- | ------------ |
| Num          | Coureuse                | Pos          |
| 41           | Vittoria Guazzini (ITA) | 46e          |
| 42           | Loes Adegeest (NED)     | 16e          |
| 43           | Léa Curinier (FRA)      | 37e          |
| 44           | Amber Kraak (NED)       | 36e          |
| 45           | Gladys Verhulst (FRA)   | AB           |
| 46           | Jade Wiel (FRA)         | 33e          |

| Fenix-Deceuninck ___ | Fenix-Deceuninck ___          | Fenix-Deceuninck ___ |
| -------------------- | ----------------------------- | -------------------- |
| Num                  | Coureuse                      | Pos                  |
| 51                   | Sanne Cant (BEL)              | 77e                  |
| 52                   | Evy Kuijpers (NED)            | 45e                  |
| 53                   | Julie De Wilde (BEL)          | 67e                  |
| 54                   | Yara Kastelijn (NED)          | AB                   |
| 55                   | Puck Pieterse (NED)           | 6e                   |
| 56                   | Christina Schweinberger (AUT) | 32e                  |

| Human Powered Health HPH | Human Powered Health HPH  | Human Powered Health HPH |
| ------------------------ | ------------------------- | ------------------------ |
| Num                      | Coureuse                  | Pos                      |
| 61                       | Audrey Cordon-Ragot (FRA) | 44e                      |
| 62                       | Linda Zanetti (SUI)       | AB                       |
| 63                       | Maëlle Grossetête (FRA)   | 82e                      |
| 64                       | Romy Kasper (GER)         | AB                       |
| 65                       | Lily Williams (USA)       | 29e                      |
| 66                       | Katia Ragusa (ITA)        | 41e                      |

| Lidl-Trek LTK | Lidl-Trek LTK                      | Lidl-Trek LTK |
| ------------- | ---------------------------------- | ------------- |
| Num           | Coureuse                           | Pos           |
| 71            | Elisa Longo Borghini (ITA) (route) | 1re           |
| 72            | Elisa Balsamo (ITA)                | 47e           |
| 73            | Lucinda Brand (NED)                | 22e           |
| 74            | Lizzie Deignan (GBR)               | AB            |
| 75            | Lauretta Hanson (AUS)              | 30e           |
| 76            | Shirin van Anrooij (NED)           | 3e            |

| Liv AlUla Jayco LAJ | Liv AlUla Jayco LAJ       | Liv AlUla Jayco LAJ |
| ------------------- | ------------------------- | ------------------- |
| Num                 | Coureuse                  | Pos                 |
| 81                  | Letizia Paternoster (ITA) | 9e                  |
| 82                  | Georgie Howe (AUS)        | AB                  |
| 83                  | Jeanne Korevaar (NED)     | 48e                 |
| 84                  | Alexandra Manly (AUS)     | 83e                 |
| 85                  | Amber Pate (AUS)          | 73e                 |
| 86                  | Silke Smulders (NED)      | 28e                 |

| Movistar Team MOV | Movistar Team MOV            | Movistar Team MOV |
| ----------------- | ---------------------------- | ----------------- |
| Num               | Coureuse                     | Pos               |
| 91                | Arlenis Sierra (CUB) (route) | 12e               |
| 92                | Aude Biannic (FRA)           | 42e               |
| 93                | Emma Norsgaard (DEN)         | 20e               |
| 94                | Sheyla Gutiérrez (ESP)       | AB                |
| 95                | Floortje Mackaij (NED)       | 81e               |
| 96                | Lucia Ruiz Pérez (ESP)       | AB                |

| Roland CGS | Roland CGS                       | Roland CGS |
| ---------- | -------------------------------- | ---------- |
| Num        | Coureuse                         | Pos        |
| 101        | Ántri Christofórou (CYP) (route) | AB         |
| 102        | Maggie Coles-Lyster (CAN)        | 26e        |
| 103        | Sofia Collinelli (ITA)           | AB         |
| 104        | Tamara Dronova (RUS) (route)     | 27e        |
| 105        | Giorgia Vettorello (ITA)         | 72e        |
| 106        | Elena Pirrone (ITA)              | 86e        |

| Team dsm-firmenich PostNL DFP | Team dsm-firmenich PostNL DFP | Team dsm-firmenich PostNL DFP |
| ----------------------------- | ----------------------------- | ----------------------------- |
| Num                           | Coureuse                      | Pos                           |
| 111                           | Pfeiffer Georgi (GBR) (route) | 13e                           |
| 112                           | Francesca Barale (ITA)        | 39e                           |
| 113                           | Franziska Koch (GER)          | 49e                           |
| 114                           | Josie Nelson (GBR)            | AB                            |
| 115                           | Daniek Hengeveld (NED)        | AB                            |
| 116                           | Eleonora Ciabocco (ITA)       | 38e                           |

| Team Visma \| Lease a Bike TVL | Team Visma \| Lease a Bike TVL | Team Visma \| Lease a Bike TVL |
| ------------------------------ | ------------------------------ | ------------------------------ |
| Num                            | Coureuse                       | Pos                            |
| 121                            | Marianne Vos (NED)             | 4e                             |
| 122                            | Sophie von Berswordt (NED)     | 55e                            |
| 123                            | Lieke Nooijen (NED)            | 57e                            |
| 124                            | Linda Riedmann (GER)           | 70e                            |
| 125                            | Fem van Empel (NED)            | 17e                            |
| 126                            | Margaux Vigié (FRA)            | 78e                            |

| UAE Team ADQ UAD | UAE Team ADQ UAD          | UAE Team ADQ UAD |
| ---------------- | ------------------------- | ---------------- |
| Num              | Coureuse                  | Pos              |
| 131              | Silvia Persico (ITA)      | 7e               |
| 132              | Alena Amialiusik (BLR)    | 85e              |
| 133              | Sofia Bertizzolo (ITA)    | AB               |
| 134              | Chiara Consonni (ITA)     | 35e              |
| 135              | Eleonora Gasparrini (ITA) | 80e              |
| 136              | Karlijn Swinkels (NED)    | 10e              |

| Uno-X Mobility UXM | Uno-X Mobility UXM              | Uno-X Mobility UXM |
| ------------------ | ------------------------------- | ------------------ |
| Num                | Coureuse                        | Pos                |
| 141                | Maria Giulia Confalonieri (ITA) | AB                 |
| 142                | Susanne Andersen (NOR) (route)  | 76e                |
| 143                | Elinor Barker (GBR)             | AB                 |
| 144                | Simone Boilard (CAN)            | 52e                |
| 145                | Marte Berg Edseth (NOR)         | AB                 |
| 146                | Anouska Koster (NED)            | 65e                |

| Cofidis COF | Cofidis COF                    | Cofidis COF |
| ----------- | ------------------------------ | ----------- |
| Num         | Coureuse                       | Pos         |
| 151         | Martina Alzini (ITA)           | 75e         |
| 152         | Victoire Berteau (FRA) (route) | 14e         |
| 153         | Josie Talbot (AUS)             | AB          |
| 154         | Špela Kern (SLO)               | AB          |
| 155         | Sarah Roy (AUS)                | 61e         |
| 156         | Kirstie van Haaften (NED)      | AB          |

| Arkéa-B&B Hotels Women ARK | Arkéa-B&B Hotels Women ARK  | Arkéa-B&B Hotels Women ARK |
| -------------------------- | --------------------------- | -------------------------- |
| Num                        | Coureuse                    | Pos                        |
| 161                        | Lotte Claes (BEL)           | 69e                        |
| 162                        | Maaike Coljé (NED)          | AB                         |
| 163                        | Michaela Drummond (NZL)     | NP                         |
| 164                        | Emilia Fahlin (SWE) (route) | 63e                        |
| 165                        | Anaïs Morichon (FRA)        | AB                         |
| 166                        | Maëva Squiban (FRA)         | AB                         |

| Chevalmeire CHE | Chevalmeire CHE        | Chevalmeire CHE |
| --------------- | ---------------------- | --------------- |
| Num             | Coureuse               | Pos             |
| 171             | Tara Gins (BEL)        | AB              |
| 172             | Malin Eriksen (NOR)    | AB              |
| 173             | Antonia Gröndahl (FIN) | AB              |
| 174             | Cleo Kiekens (BEL)     | AB              |
| 175             | Hanna Nilsson (SWE)    | 88e             |
| 176             | Emily Watts (AUS)      | AB              |

| EF Education-Cannondale EFC | EF Education-Cannondale EFC  | EF Education-Cannondale EFC |
| --------------------------- | ---------------------------- | --------------------------- |
| Num                         | Coureuse                     | Pos                         |
| 181                         | Coryn Labecki (USA)          | AB                          |
| 182                         | Letizia Borghesi (ITA)       | 31e                         |
| 183                         | Kristen Faulkner (USA)       | 21e                         |
| 184                         | Alison Jackson (CAN) (route) | 58e                         |
| 185                         | Nina Kessler (NED)           | 59e                         |
| 186                         | Noemi Rüegg (SUI)            | AB                          |

| Lifeplus Wahoo LPW | Lifeplus Wahoo LPW         | Lifeplus Wahoo LPW |
| ------------------ | -------------------------- | ------------------ |
| Num                | Coureuse                   | Pos                |
| 191                | Maddie Leech (GBR)         | AB                 |
| 192                | Heidi Franz (USA)          | AB                 |
| 193                | Alicia González (ESP)      | AB                 |
| 194                | Kristýna Burlová (CZE)     | AB                 |
| 195                | Babette van der Wolf (NED) | AB                 |
| 196                | Ella Jamieson (GBR)        | AB                 |

| Lotto Dstny Ladies LDL | Lotto Dstny Ladies LDL      | Lotto Dstny Ladies LDL |
| ---------------------- | --------------------------- | ---------------------- |
| Num                    | Coureuse                    | Pos                    |
| 201                    | Thalita de Jong (NED)       | 15e                    |
| 202                    | Wilma Aintila (FIN)         | 50e                    |
| 203                    | Audrey De Keersmaeker (BEL) | AB                     |
| 204                    | Fauve Bastiaenssen (BEL)    | 25e                    |
| 205                    | Mieke Docx (BEL)            | AB                     |
| 206                    | Quinty van de Guchte (NED)  | AB                     |

| Proximus-Cyclis CT ___ | Proximus-Cyclis CT ___ | Proximus-Cyclis CT ___ |
| ---------------------- | ---------------------- | ---------------------- |
| Num                    | Coureuse               | Pos                    |
| 211                    | Amber Aernouts (NED)   | AB                     |
| 212                    | Lente Boskamp (NED)    | AB                     |
| 213                    | Marieke de Groot (NED) | AB                     |
| 214                    | Margarita Lopez (ESP)  | AB                     |
| 215                    | Febe Poppe (BEL)       | AB                     |
| 216                    | Deborah Veerman (NED)  | AB                     |

| Team Coop-Repsol HPU | Team Coop-Repsol HPU          | Team Coop-Repsol HPU |
| -------------------- | ----------------------------- | -------------------- |
| Num                  | Coureuse                      | Pos                  |
| 221                  | Camilla Rånes Bye (NOR)       | AB                   |
| 222                  | India Grangier (FRA)          | 62e                  |
| 223                  | Monica Greenwood (GBR)        | AB                   |
| 224                  | Sigrid Ytterhus Haugset (NOR) | 53e                  |
| 225                  | Mari Hole Mohr (NOR)          | AB                   |
| 226                  | Aidi Gerde Tuisk (EST)        | AB                   |

| VolkerWessels VWT | VolkerWessels VWT           | VolkerWessels VWT |
| ----------------- | --------------------------- | ----------------- |
| Num               | Coureuse                    | Pos               |
| 231               | Valerie Demey (BEL)         | AB                |
| 232               | Anneke Dijkstra (NED)       | 64e               |
| 233               | Eline Jansen (NED)          | 51e               |
| 234               | Marieke Meert (BEL)         | AB                |
| 235               | Scarlett Souren (NED)       | 60e               |
| 236               | Margot Vanpachtenbeke (BEL) | 66e               |

| SD Worx-Protime SDW | SD Worx-Protime SDW             | SD Worx-Protime SDW |
| ------------------- | ------------------------------- | ------------------- |
| Num                 | Coureuse                        | Pos                 |
| 1                   | Lotte Kopecky (BEL) (route)     | 5e                  |
| 2                   | Mischa Bredewold (NED) (route)  | 24e                 |
| 3                   | Marlen Reusser (SUI) (route)    | AB                  |
| 4                   | Christine Majerus (LUX) (route) | 40e                 |
| 5                   | Demi Vollering (NED) (route)    | 8e                  |
| 6                   | Lorena Wiebes (NED)             | 11e                 |

| AG Insurance-Soudal Team AGS | AG Insurance-Soudal Team AGS       | AG Insurance-Soudal Team AGS |
| ---------------------------- | ---------------------------------- | ---------------------------- |
| Num                          | Coureuse                           | Pos                          |
| 11                           | Justine Ghekiere (BEL)             | AB                           |
| 12                           | Anya Louw (AUS)                    | AB                           |
| 13                           | Julie Van de Velde (BEL)           | 74e                          |
| 14                           | Kimberley Le Court de Billot (MRI) | 23e                          |
| 15                           | Ilse Pluimers (NED)                | 71e                          |
| 16                           | Maud Rijnbeek (NED)                | AB                           |

| Canyon-SRAM Racing CSR | Canyon-SRAM Racing CSR     | Canyon-SRAM Racing CSR |
| ---------------------- | -------------------------- | ---------------------- |
| Num                    | Coureuse                   | Pos                    |
| 21                     | Katarzyna Niewiadoma (POL) | 2e                     |
| 22                     | Tiffany Cromwell (AUS)     | AB                     |
| 23                     | Elise Chabbey (SUI)        | 87e                    |
| 24                     | Chloé Dygert (USA) (route) | 43e                    |
| 25                     | Soraya Paladin (ITA)       | 18e                    |
| 26                     | Alice Towers (GBR)         | 79e                    |

| Ceratizit-WNT Pro Cycling WNT | Ceratizit-WNT Pro Cycling WNT | Ceratizit-WNT Pro Cycling WNT |
| ----------------------------- | ----------------------------- | ----------------------------- |
| Num                           | Coureuse                      | Pos                           |
| 31                            | Alice Maria Arzuffi (ITA)     | 56e                           |
| 32                            | Nina Berton (LUX)             | 19e                           |
| 33                            | Arianna Fidanza (ITA)         | 68e                           |
| 34                            | Marta Jaskulska (POL)         | 84e                           |
| 35                            | Cédrine Kerbaol (FRA)         | 34e                           |
| 36                            | Marta Lach (POL)              | 54e                           |

| FDJ-Suez FST | FDJ-Suez FST            | FDJ-Suez FST |
| ------------ | ----------------------- | ------------ |
| Num          | Coureuse                | Pos          |
| 41           | Vittoria Guazzini (ITA) | 46e          |
| 42           | Loes Adegeest (NED)     | 16e          |
| 43           | Léa Curinier (FRA)      | 37e          |
| 44           | Amber Kraak (NED)       | 36e          |
| 45           | Gladys Verhulst (FRA)   | AB           |
| 46           | Jade Wiel (FRA)         | 33e          |

| Fenix-Deceuninck ___ | Fenix-Deceuninck ___          | Fenix-Deceuninck ___ |
| -------------------- | ----------------------------- | -------------------- |
| Num                  | Coureuse                      | Pos                  |
| 51                   | Sanne Cant (BEL)              | 77e                  |
| 52                   | Evy Kuijpers (NED)            | 45e                  |
| 53                   | Julie De Wilde (BEL)          | 67e                  |
| 54                   | Yara Kastelijn (NED)          | AB                   |
| 55                   | Puck Pieterse (NED)           | 6e                   |
| 56                   | Christina Schweinberger (AUT) | 32e                  |

| Human Powered Health HPH | Human Powered Health HPH  | Human Powered Health HPH |
| ------------------------ | ------------------------- | ------------------------ |
| Num                      | Coureuse                  | Pos                      |
| 61                       | Audrey Cordon-Ragot (FRA) | 44e                      |
| 62                       | Linda Zanetti (SUI)       | AB                       |
| 63                       | Maëlle Grossetête (FRA)   | 82e                      |
| 64                       | Romy Kasper (GER)         | AB                       |
| 65                       | Lily Williams (USA)       | 29e                      |
| 66                       | Katia Ragusa (ITA)        | 41e                      |

| Lidl-Trek LTK | Lidl-Trek LTK                      | Lidl-Trek LTK |
| ------------- | ---------------------------------- | ------------- |
| Num           | Coureuse                           | Pos           |
| 71            | Elisa Longo Borghini (ITA) (route) | 1re           |
| 72            | Elisa Balsamo (ITA)                | 47e           |
| 73            | Lucinda Brand (NED)                | 22e           |
| 74            | Lizzie Deignan (GBR)               | AB            |
| 75            | Lauretta Hanson (AUS)              | 30e           |
| 76            | Shirin van Anrooij (NED)           | 3e            |

| Liv AlUla Jayco LAJ | Liv AlUla Jayco LAJ       | Liv AlUla Jayco LAJ |
| ------------------- | ------------------------- | ------------------- |
| Num                 | Coureuse                  | Pos                 |
| 81                  | Letizia Paternoster (ITA) | 9e                  |
| 82                  | Georgie Howe (AUS)        | AB                  |
| 83                  | Jeanne Korevaar (NED)     | 48e                 |
| 84                  | Alexandra Manly (AUS)     | 83e                 |
| 85                  | Amber Pate (AUS)          | 73e                 |
| 86                  | Silke Smulders (NED)      | 28e                 |

| Movistar Team MOV | Movistar Team MOV            | Movistar Team MOV |
| ----------------- | ---------------------------- | ----------------- |
| Num               | Coureuse                     | Pos               |
| 91                | Arlenis Sierra (CUB) (route) | 12e               |
| 92                | Aude Biannic (FRA)           | 42e               |
| 93                | Emma Norsgaard (DEN)         | 20e               |
| 94                | Sheyla Gutiérrez (ESP)       | AB                |
| 95                | Floortje Mackaij (NED)       | 81e               |
| 96                | Lucia Ruiz Pérez (ESP)       | AB                |

| Roland CGS | Roland CGS                       | Roland CGS |
| ---------- | -------------------------------- | ---------- |
| Num        | Coureuse                         | Pos        |
| 101        | Ántri Christofórou (CYP) (route) | AB         |
| 102        | Maggie Coles-Lyster (CAN)        | 26e        |
| 103        | Sofia Collinelli (ITA)           | AB         |
| 104        | Tamara Dronova (RUS) (route)     | 27e        |
| 105        | Giorgia Vettorello (ITA)         | 72e        |
| 106        | Elena Pirrone (ITA)              | 86e        |

| Team dsm-firmenich PostNL DFP | Team dsm-firmenich PostNL DFP | Team dsm-firmenich PostNL DFP |
| ----------------------------- | ----------------------------- | ----------------------------- |
| Num                           | Coureuse                      | Pos                           |
| 111                           | Pfeiffer Georgi (GBR) (route) | 13e                           |
| 112                           | Francesca Barale (ITA)        | 39e                           |
| 113                           | Franziska Koch (GER)          | 49e                           |
| 114                           | Josie Nelson (GBR)            | AB                            |
| 115                           | Daniek Hengeveld (NED)        | AB                            |
| 116                           | Eleonora Ciabocco (ITA)       | 38e                           |

| Team Visma \| Lease a Bike TVL | Team Visma \| Lease a Bike TVL | Team Visma \| Lease a Bike TVL |
| ------------------------------ | ------------------------------ | ------------------------------ |
| Num                            | Coureuse                       | Pos                            |
| 121                            | Marianne Vos (NED)             | 4e                             |
| 122                            | Sophie von Berswordt (NED)     | 55e                            |
| 123                            | Lieke Nooijen (NED)            | 57e                            |
| 124                            | Linda Riedmann (GER)           | 70e                            |
| 125                            | Fem van Empel (NED)            | 17e                            |
| 126                            | Margaux Vigié (FRA)            | 78e                            |

| UAE Team ADQ UAD | UAE Team ADQ UAD          | UAE Team ADQ UAD |
| ---------------- | ------------------------- | ---------------- |
| Num              | Coureuse                  | Pos              |
| 131              | Silvia Persico (ITA)      | 7e               |
| 132              | Alena Amialiusik (BLR)    | 85e              |
| 133              | Sofia Bertizzolo (ITA)    | AB               |
| 134              | Chiara Consonni (ITA)     | 35e              |
| 135              | Eleonora Gasparrini (ITA) | 80e              |
| 136              | Karlijn Swinkels (NED)    | 10e              |

| Uno-X Mobility UXM | Uno-X Mobility UXM              | Uno-X Mobility UXM |
| ------------------ | ------------------------------- | ------------------ |
| Num                | Coureuse                        | Pos                |
| 141                | Maria Giulia Confalonieri (ITA) | AB                 |
| 142                | Susanne Andersen (NOR) (route)  | 76e                |
| 143                | Elinor Barker (GBR)             | AB                 |
| 144                | Simone Boilard (CAN)            | 52e                |
| 145                | Marte Berg Edseth (NOR)         | AB                 |
| 146                | Anouska Koster (NED)            | 65e                |

| Cofidis COF | Cofidis COF                    | Cofidis COF |
| ----------- | ------------------------------ | ----------- |
| Num         | Coureuse                       | Pos         |
| 151         | Martina Alzini (ITA)           | 75e         |
| 152         | Victoire Berteau (FRA) (route) | 14e         |
| 153         | Josie Talbot (AUS)             | AB          |
| 154         | Špela Kern (SLO)               | AB          |
| 155         | Sarah Roy (AUS)                | 61e         |
| 156         | Kirstie van Haaften (NED)      | AB          |

| Arkéa-B&B Hotels Women ARK | Arkéa-B&B Hotels Women ARK  | Arkéa-B&B Hotels Women ARK |
| -------------------------- | --------------------------- | -------------------------- |
| Num                        | Coureuse                    | Pos                        |
| 161                        | Lotte Claes (BEL)           | 69e                        |
| 162                        | Maaike Coljé (NED)          | AB                         |
| 163                        | Michaela Drummond (NZL)     | NP                         |
| 164                        | Emilia Fahlin (SWE) (route) | 63e                        |
| 165                        | Anaïs Morichon (FRA)        | AB                         |
| 166                        | Maëva Squiban (FRA)         | AB                         |

| Chevalmeire CHE | Chevalmeire CHE        | Chevalmeire CHE |
| --------------- | ---------------------- | --------------- |
| Num             | Coureuse               | Pos             |
| 171             | Tara Gins (BEL)        | AB              |
| 172             | Malin Eriksen (NOR)    | AB              |
| 173             | Antonia Gröndahl (FIN) | AB              |
| 174             | Cleo Kiekens (BEL)     | AB              |
| 175             | Hanna Nilsson (SWE)    | 88e             |
| 176             | Emily Watts (AUS)      | AB              |

| EF Education-Cannondale EFC | EF Education-Cannondale EFC  | EF Education-Cannondale EFC |
| --------------------------- | ---------------------------- | --------------------------- |
| Num                         | Coureuse                     | Pos                         |
| 181                         | Coryn Labecki (USA)          | AB                          |
| 182                         | Letizia Borghesi (ITA)       | 31e                         |
| 183                         | Kristen Faulkner (USA)       | 21e                         |
| 184                         | Alison Jackson (CAN) (route) | 58e                         |
| 185                         | Nina Kessler (NED)           | 59e                         |
| 186                         | Noemi Rüegg (SUI)            | AB                          |

| Lifeplus Wahoo LPW | Lifeplus Wahoo LPW         | Lifeplus Wahoo LPW |
| ------------------ | -------------------------- | ------------------ |
| Num                | Coureuse                   | Pos                |
| 191                | Maddie Leech (GBR)         | AB                 |
| 192                | Heidi Franz (USA)          | AB                 |
| 193                | Alicia González (ESP)      | AB                 |
| 194                | Kristýna Burlová (CZE)     | AB                 |
| 195                | Babette van der Wolf (NED) | AB                 |
| 196                | Ella Jamieson (GBR)        | AB                 |

| Lotto Dstny Ladies LDL | Lotto Dstny Ladies LDL      | Lotto Dstny Ladies LDL |
| ---------------------- | --------------------------- | ---------------------- |
| Num                    | Coureuse                    | Pos                    |
| 201                    | Thalita de Jong (NED)       | 15e                    |
| 202                    | Wilma Aintila (FIN)         | 50e                    |
| 203                    | Audrey De Keersmaeker (BEL) | AB                     |
| 204                    | Fauve Bastiaenssen (BEL)    | 25e                    |
| 205                    | Mieke Docx (BEL)            | AB                     |
| 206                    | Quinty van de Guchte (NED)  | AB                     |

| Proximus-Cyclis CT ___ | Proximus-Cyclis CT ___ | Proximus-Cyclis CT ___ |
| ---------------------- | ---------------------- | ---------------------- |
| Num                    | Coureuse               | Pos                    |
| 211                    | Amber Aernouts (NED)   | AB                     |
| 212                    | Lente Boskamp (NED)    | AB                     |
| 213                    | Marieke de Groot (NED) | AB                     |
| 214                    | Margarita Lopez (ESP)  | AB                     |
| 215                    | Febe Poppe (BEL)       | AB                     |
| 216                    | Deborah Veerman (NED)  | AB                     |

| Team Coop-Repsol HPU | Team Coop-Repsol HPU          | Team Coop-Repsol HPU |
| -------------------- | ----------------------------- | -------------------- |
| Num                  | Coureuse                      | Pos                  |
| 221                  | Camilla Rånes Bye (NOR)       | AB                   |
| 222                  | India Grangier (FRA)          | 62e                  |
| 223                  | Monica Greenwood (GBR)        | AB                   |
| 224                  | Sigrid Ytterhus Haugset (NOR) | 53e                  |
| 225                  | Mari Hole Mohr (NOR)          | AB                   |
| 226                  | Aidi Gerde Tuisk (EST)        | AB                   |

| VolkerWessels VWT | VolkerWessels VWT           | VolkerWessels VWT |
| ----------------- | --------------------------- | ----------------- |
| Num               | Coureuse                    | Pos               |
| 231               | Valerie Demey (BEL)         | AB                |
| 232               | Anneke Dijkstra (NED)       | 64e               |
| 233               | Eline Jansen (NED)          | 51e               |
| 234               | Marieke Meert (BEL)         | AB                |
| 235               | Scarlett Souren (NED)       | 60e               |
| 236               | Margot Vanpachtenbeke (BEL) | 66e               |